# Аркус косеканс
Аркус косеканс је функција инверзна функцији косеканса. Домен аркус косеканса узима вредности, док се кодомен кређе по вредностима из интервала .

## Формуле
Следе неке од формула које се везују за аркус косеканс:
{\displaystyle \operatorname {arccosec} (-x)=-\operatorname {arccosec} x\!}
{\displaystyle \operatorname {arccosec} \;{\frac {1}{x}}=\arcsin x}
Извод:
{\displaystyle {\frac {d}{dx}}\operatorname {arccosec} \;x{}={\frac {-1}{|x|\,{\sqrt {x^{2}-1}}}};\qquad |x|>1}
Представљање у форми интеграла:
{\displaystyle \operatorname {arccosec} \;x{}=\int _{x}^{\infty }{\frac {1}{x{\sqrt {x^{2}-1}}}}\,dx,\qquad x\geq 1}
Представљање у форми бесконачне суме:
{\displaystyle {\begin{aligned}\operatorname {arccosec} \;x&{}=\arcsin \left(x^{-1}\right)\\&{}=x^{-1}+\left({\frac {1}{2}}\right){\frac {x^{-3}}{3}}+\left({\frac {1\cdot 3}{2\cdot 4}}\right){\frac {x^{-5}}{5}}+\left({\frac {1\cdot 3\cdot 5}{2\cdot 4\cdot 6}}\right){\frac {x^{-7}}{7}}+\cdots \\&{}=\sum _{n=0}^{\infty }\left({\frac {(2n)!}{2^{2n}(n!)^{2}}}\right){\frac {x^{-(2n+1)}}{2n+1}};\qquad \left|x\right|\geq 1\end{aligned}}}